# Tomasz Zdebel
Tomasz Zdebel (Katowice, 25 maggio 1973) è un allenatore di calcio ed ex calciatore polacco con cittadinanza tedesca, di ruolo centrocampista.

## Statistiche

### Cronologia presenze e reti in nazionale
| Cronologia completa delle presenze e delle reti in nazionale ― Polonia | Cronologia completa delle presenze e delle reti in nazionale ― Polonia | Cronologia completa delle presenze e delle reti in nazionale ― Polonia | Cronologia completa delle presenze e delle reti in nazionale ― Polonia | Cronologia completa delle presenze e delle reti in nazionale ― Polonia | Cronologia completa delle presenze e delle reti in nazionale ― Polonia | Cronologia completa delle presenze e delle reti in nazionale ― Polonia | Cronologia completa delle presenze e delle reti in nazionale ― Polonia |
| Data                                                                   | Città                                                                  | In casa                                                                | Risultato                                                              | Ospiti                                                                 | Competizione                                                           | Reti                                                                   | Note                                                                   |
| ---------------------------------------------------------------------- | ---------------------------------------------------------------------- | ---------------------------------------------------------------------- | ---------------------------------------------------------------------- | ---------------------------------------------------------------------- | ---------------------------------------------------------------------- | ---------------------------------------------------------------------- | ---------------------------------------------------------------------- |
| 29-3-2000                                                              | Debrecen                                                               | Ungheria                                                               | 0 – 0                                                                  | Polonia                                                                | Amichevole                                                             | -                                                                      | 31’ 58’                                                                |
| 4-6-2000                                                               | Losanna                                                                | Paesi Bassi                                                            | 3 – 1                                                                  | Polonia                                                                | Amichevole                                                             | -                                                                      | 67’                                                                    |
| 16-8-2000                                                              | Bucarest                                                               | Romania                                                                | 1 – 1                                                                  | Polonia                                                                | Amichevole                                                             | -                                                                      | 70’                                                                    |
| 15-11-2000                                                             | Varsavia                                                               | Polonia                                                                | 1 – 0                                                                  | Islanda                                                                | Amichevole                                                             | -                                                                      | 46’                                                                    |
| 28-2-2001                                                              | Larnaca                                                                | Svizzera                                                               | 0 – 4                                                                  | Polonia                                                                | Amichevole                                                             | -                                                                      | 45’                                                                    |
| 24-3-2001                                                              | Oslo                                                                   | Norvegia                                                               | 2 – 3                                                                  | Polonia                                                                | Qual. Mondiali 2002                                                    | -                                                                      | 89’                                                                    |
| 25-4-2001                                                              | Bydgoszcz                                                              | Polonia                                                                | 1 – 1                                                                  | Scozia                                                                 | Amichevole                                                             | -                                                                      | 57’                                                                    |
| 2-6-2001                                                               | Cardiff                                                                | Galles                                                                 | 1 – 2                                                                  | Polonia                                                                | Qual. Mondiali 2002                                                    | -                                                                      | 63’                                                                    |
| 6-6-2001                                                               | Erevan                                                                 | Armenia                                                                | 1 – 1                                                                  | Polonia                                                                | Qual. Mondiali 2002                                                    | -                                                                      | 82’ 89’                                                                |
| 13-2-2002                                                              | Limassol                                                               | Polonia                                                                | 4 – 1                                                                  | Irlanda del Nord                                                       | Amichevole                                                             | -                                                                      | 46’                                                                    |
| 30-4-2003                                                              | Bruxelles                                                              | Belgio                                                                 | 3 – 1                                                                  | Polonia                                                                | Amichevole                                                             | -                                                                      |                                                                        |
| 11-6-2003                                                              | Stoccolma                                                              | Svezia                                                                 | 3 – 0                                                                  | Polonia                                                                | Qual. Euro 2004                                                        | -                                                                      | 74’                                                                    |
| 20-8-2003                                                              | Tallinn                                                                | Estonia                                                                | 1 – 2                                                                  | Polonia                                                                | Amichevole                                                             | -                                                                      |                                                                        |
| 6-9-2003                                                               | Riga                                                                   | Lettonia                                                               | 0 – 2                                                                  | Polonia                                                                | Qual. Euro 2004                                                        | -                                                                      | 89’                                                                    |
| Totale                                                                 |                                                                        | Presenze                                                               | 14                                                                     |                                                                        | Reti                                                                   | 0                                                                      |                                                                        |

## Palmarès

### Giocatore

#### Competizioni nazionali
- Campionato tedesco di seconda divisione: 1

Bochum: 2005-2006
- Coppa del Belgio: 1

Lierse: 1998-1999
- Coppa di Turchia: 1

Gençlerbirliği: 2000-2001
- Supercoppa del Belgio: 2

Lierse: 1997, 1999